# 1990 en mathématiques
Cet article présente les faits marquants de l'année 1990 en mathématiques.

## Décès
- 6 janvier : Sophie Piccard (née en 1904), mathématicienne russo-suisse.
- 17 janvier : Léon Motchane (né en 1900), industriel et mathématicien français.Isaac Jacob Schoenberg

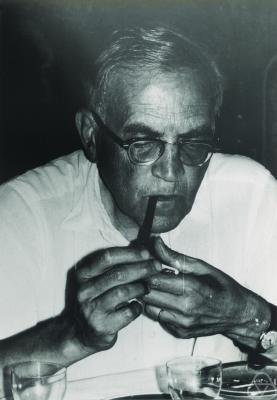
Isaac Jacob Schoenberg

- 21 février : Isaac Jacob Schoenberg (né en 1903), mathématicien roumain.
- 2 mars : Lucien Malavard (né en 1910), mathématicien et physicien français.
- 17 avril : Alexis Hocquenghem (né en 1908), mathématicien français.
- 27 mai : Jessie MacWilliams (née en 1917), mathématicienne britannique.
- 31 mai : Vasil A. Popov (né en 1942), mathématicien bulgare.
- 2 juin : Claude Chabauty (né en 1910), mathématicien français.
- 4 juin : Dorothy Walcott Weeks (née en 1893), mathématicienne et physicienne américaine.
- 8 juin : Claude Godbillon (né en 1937), mathématicien français.
- 20 juin : Kōsaku Yosida (né en 1909), mathématicien japonais.
- 25 juin : Melba Roy Mouton (née en 1929), mathématicienne et informaticienne américaine.
- 3 juillet : Jean Martinet (né en 1937), mathématicien français.
- 4 juillet : Marshall Hall (né en 1910), mathématicien américain.
- 8 juillet : David Widder (né en 1898), mathématicien américain.
- 9 août : Władysław Orlicz (né en 1903), mathématicien polonais.
- 26 septembre : Lothar Collatz (né en 1910), mathématicien allemand.

- 9 octobre :
  - Georges de Rham (né en 1903), mathématicien suisse.
  - Géza Ottlik (né en 1912), écrivain, traducteur, mathématicien et théoricien du bridge hongrois.

- 13 octobre : Hans Freudenthal (né en 1905), mathématicien néerlandais d'origine Allemande.
- 15 octobre : Wilhelm Magnus (né en 1907), mathématicien allemand.
- 17 décembre : Paul Libois (né en 1901), mathématicien et homme politique belge.